# Joe Chadbourne
Joseph H. Chadbourne (1883–1958) là một cầu thủ bóng đá người Anh thi đấu ở vị trí tiền đạo trung tâm. Ông sinh ra ở Halifax, West Riding of Yorkshire và thi đấu 9 trận ở Football League cho Burnley, ghi 4 bàn.